# شيخ سنان (أوبرا)
شيخ سنان - (بالأذرية: (Şeyx Sənan (opera) - الأوبرا الثانية لعزير حاجبايوف.
أوبرا شيخ سنان هي أوبرا مسرحية ألفها عزير حاجبايوف بالأذربيجانية "Şeyx Sənan" وهي مكونة من خمسة فصول وعرضت أول مرة في «سيرك الأخوين نيكيتوف» في باكو. صار مخرج الأداء هـ. شريفوف، قائد اوركسترا عزير حاجبايوف.
تعتبر هذه الأوبيرا من أشهر أعمال عزير حاجبايوف والمبنيه على ملحمة تحمل نفس الاسم ألفها الكاتب، شاعر فارسي فريد الدين العطار.
ألف عزير حاجبايوف هذه الأوبرا في 1909. 
عرضت شيخ سنان لأول مرة في 30 نوفمبر 1909م في سيرك الأخوين نيكيتوف بباكو.
أدائه الأدوار الرئيسية حسينقولو سارابسكي (شيخ سنان)، ليلة هانم (خومار)، هنافي تيريجولوف (والد خومار).
لم ينجح مصير الأوبرا، ولم يلعب أبدا. لأن كانت ليبريتو الأوبرا ضعيفة جدا. من حيث، لم تُلعب المسرحية على أساس ليبريتو، التي عمل عليها عزير باي حجيبيوف لمدة عامين.
تحتوي صحيفة كاسبي (8 مايو 1911) على معلومات تفيد بأن عزير بك حجيبيوف كان يعمل على الأوبرا مرة أخرى في عام 1911 وسوف يكتب ليبرتو جديد.
لم يتم تدمير موسيقى «الشيخ سنان» أبدًا، واستخدم الملحن هذه الموسيقى في أعماله اللاحقة.

## وصلات خارجية
https://www.youtube.com/watch?v=psrrH_8L2KA